# Oeverloper (vogel)
De oeverloper (Actitis hypoleucos) is een kleine steltloper uit het palearctisch gebied. Deze en zijn Amerikaanse zustersoort, de Amerikaanse oeverloper, hebben de geslachtsnaam Actitis. Beide soorten horen tot de familie van de strandlopers en snippen (Scolopacidae).

## Kenmerken
Een volwassen oeverloper heeft een lengte tussen de 18 en de 20 centimeter met een spanwijdte tussen de 32 en de 35 centimeter. Hij heeft een grijsbruine bovenkant en een helder witte onderkant. Een typisch kenmerk van de oeverloper is de witte vlek die vanaf zijn buik doorloopt tot aan de schouder. Zijn korte, donkergele poten kunnen in het zonlicht sterk verschillen van kleur. Zijn snavel heeft een vage, grijze kleur aan de basis en een zwarte punt. Jonge vogels, en volwassen vogels in winterkleed hebben vleugeldekveren met heel smalle lichte dwarsbandjes.

## Leefwijze
De oeverloper is een sociale vogel en komt soms in vluchten van tientallen voor, maar meestal in groepjes van onder de tien. Een kenmerkende vlucht valt meteen op, vlak over het water scherend, waarbij zij vaak een karakteristiek, herhaald piepietiewie laten horen. Het voedsel bestaat uit insecten en plantaardig materiaal.
De oeverloper zoekt zijn voedsel aan de rand van kleine modderpoelen, waterplassen en meren. Daar gebruikt hij zijn snavel voor om kleine insecten uit de bodem te halen. Hij vangt soms kleine insecten uit de lucht als de kans er is. Een karakteristieke beweging van de oeverloper is het op en neer wippen van zijn achterste tijdens het foerageren.

## Voortplanting
De oeverloper nestelt op de grond in de buurt van zoetwater. Het legsel bestaat uit vier lichte eieren met donkere vlekken. Als er een dreiging is, klimmen de jongen op de rug zodat ze in veiligheid gebracht kunnen worden doordat de moeder ze naar een andere plek vliegt.

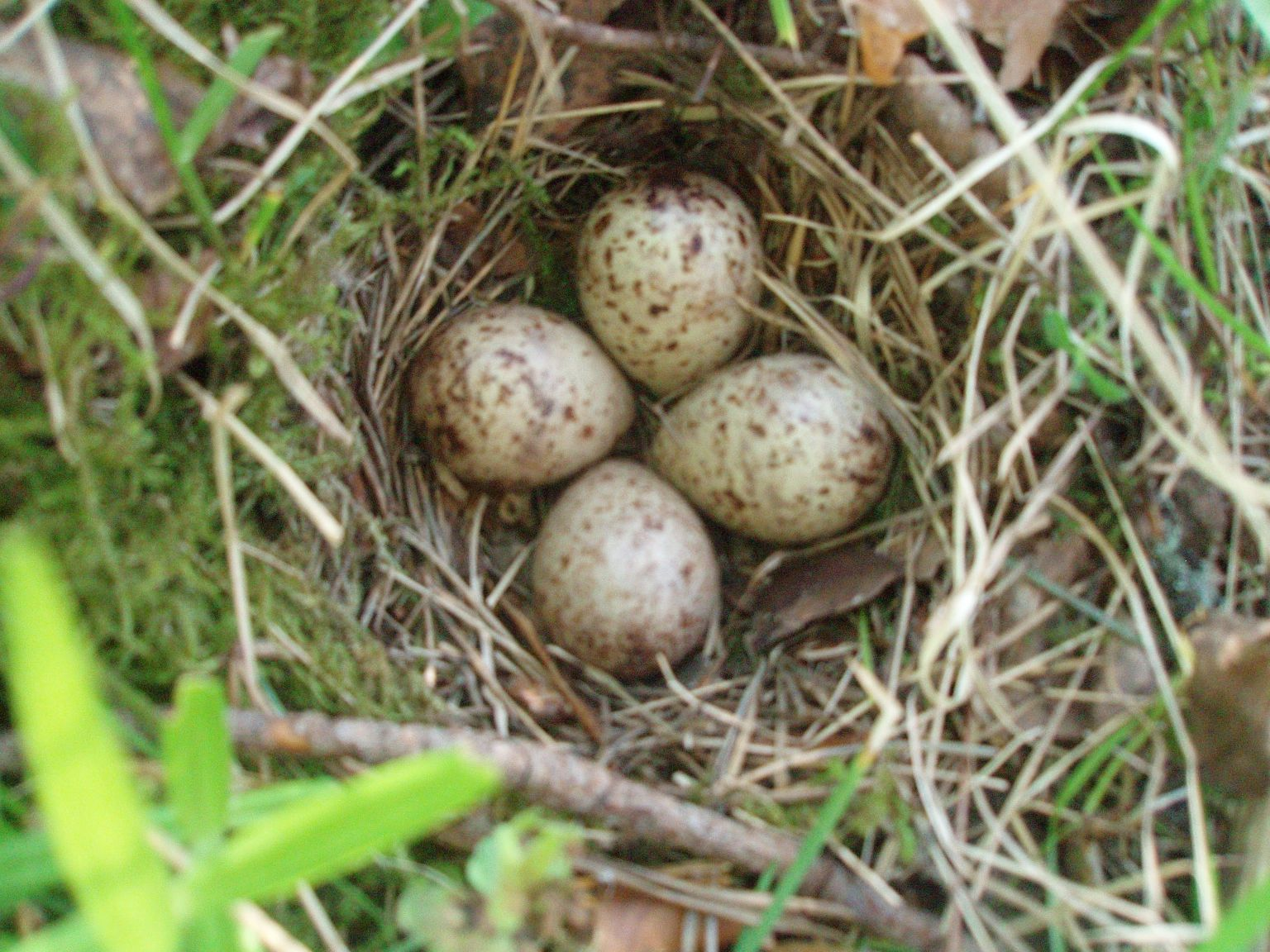
Nest met eieren

## Verspreiding en leefgebied
De oeverloper broedt in geheel Europa en noordelijk Azië. In de winter trekt hij naar het Zuiden, vooral naar Afrika, zuidelijk Azië en Australië.

## Status
De oeverloper broedt in zeer gering aantal in Nederland, meestal in het rivierengebied op strandjes en bij kribben langs de Waal, de Rijn, de IJssel en de Grensmaas. De oeverloper staat daarom als gevoelig op de Nederlandse Rode Lijst. Volgens SOVON stijgt het aantal broedparen in de periode 1990-2007 gemiddeld iets in Nederland. Op de internationale Rode Lijst van de IUCN heeft de oeverloper de status veilig maar hij valt wel onder het AEWA-verdrag.
Als doortrekker is de vogel helemaal niet schaars. In het voorjaar (april en mei) en nazomer en herfst (juli tot oktober) trekken oeverlopers in vrij groot aantal door Nederland. Een veel kleiner aantal overwintert.

## Video
- Foeragerende oeverloper